# Natalia Elena Gadano
Natalia Elena Gadano (Argentina; 19 de agosto de 1982) es una política argentina, perteneciente al partido Somos Energía para Renovar Santa Cruz. Es Senadora de la Nación Argentina por Santa Cruz desde 2023.

## Biografía
Gadano pasó gran parte de su infancia en la ciudad de Puerto Deseado y se radicó en la localidad de Caleta Olivia. Su militancia política comenzó con el partido Somos Energía para Renovar Santa Cruz, cuyo líder actual es Claudio Vidal y su primer cargo público el de directora del PAMI de Caleta Olivia.
En octubre de 2023 fue electa Senadora de la Nación Argentina por la Provincia de Santa Cruz en las Elecciones legislativas de 2023, por el partido Somos Energía para Renovar Santa Cruz que llevó como gobernador a Claudio Vidal en aquella provincia, junto con José María Carambia de su mismo partido y Alicia Kirchner por Unión por la Patria.
Su actividad en la cámara alta reflejó una oposición al gobierno de Javier Milei, votando en contra de diversas iniciativas surgidas del presidente. Se ha manifestado en contra del gobierno de Milei alegando que «falta de diálogo». Al respecto afirmó: «...Milei solo habla con el que piensa igual que él. No tenemos por qué ser atacados por pensar diferente».
Sin embargo habilitó la aprobación del RIGI (Régimen de Incentivo para las Grandes Inversiones) ausentándose de la cámara alta en la votación en particular.
El Régimen de Incentivo para las Grandes Inversiones (RIGI) fue aprobado en el Senado con la abstención de varios senadores clave en la votación final, incluida la de Natalia Gadano. Aunque Gadano se ausentó durante la votación en particular, su ausencia no detuvo la aprobación del RIGI, un régimen que otorga importantes exenciones fiscales y beneficios extraordinarios a las empresas que invierten en sectores estratégicos en Argentina.
El RIGI ha sido criticado por crear condiciones desiguales para las pequeñas y medianas empresas (pymes), ya que las grandes inversiones que ingresen al régimen no pagarán impuestos sobre sus compras en el exterior ni sobre lo que exportan. Además, no se exige que las empresas beneficiadas generen impactos positivos en el sistema productivo local, lo que genera preocupaciones sobre la equidad y la sostenibilidad económica a largo plazo.